# Connétable de Normandie
 (octobre 2015).
Si vous disposez d'ouvrages ou d'articles de référence ou si vous connaissez des sites web de qualité traitant du thème abordé ici, merci de compléter l'article en donnant les références utiles à sa vérifiabilité et en les liant à la section « Notes et références ».
Le connétable de Normandie était un haut dignitaire du duché de Normandie pendant la période ducale. Comme tout connétable, il assistait son prince dans ses prérogatives exclusivement militaires. Comme les rois de France ou d'Angleterre, certains des pairs laïcs avaient leur connétable et d'autres officiers à leur service (maréchal, sénéchal, vidame, etc.).
Les fonctions des premiers connétables de Normandie étaient de commander l'armée ducale et de régler les différents d'origine militaire entre les chevaliers ou les hommes de leur ban. Les fonctions principales sont toutefois encore méconnues pour les XIe et XIIe siècles.
L'un des premiers connétables connus est Raoul de Gacé, en 1041, après l'assassinat de Gilbert de Brionne, tuteur du jeune duc Guillaume le Bâtard.
L'office tend à devenir héréditaire et passe dans la famille de Vernon au cours du XIIe siècle. Richard de La Haye épouse Mathilde de Vernon, dame de Varenguebec, et reçut à cause de cette terre la charge de connétable de Normandie. Devenue honorifique avec l'entrée de la Normandie dans le domaine royal français, cette dignité fut transmise pendant plusieurs siècles dans leur descendance :
- famille du Hommet ;
- famille de Mortemer ;
- famille Crespin ;
- famille de Tancarville ;
- maison d'Orléans-Longueville.

## Liste des connétables héréditaires de Normandie
Liste non exhaustive.
- c. 1041 : Raoul de Gacé, seigneur de Gacé.
- avant 1131 : Guillaume Ier du Hommet († v. 1131), 1er connétable de Normandie et d'Angleterre[1].
- c. 1154 : Richard de La Haye († 1169), seigneur de La Haye-du-Puits, et de Varenguebec par sa femme Mathilde de Vernon († 1209) ; également connétable du Lincolnshire ; parents de Gillette, qui suivra.
- c. 1169 : Richard Ier du Hommet († v. 1180), seigneur du Hommet et de la Rivière, de Beaumont-le-Richard par sa femme Agnès de Say. Il n'est pas à proprement parler connétable de Normandie, mais connétable royal, puisque sa charge n'est pas territorialisée[2].
- c. 1180 : Guillaume II du Hommet († v. 1206), seigneur du Hommet et de Maisy, fils du précédent[2].
- 1208-1212 : Enguerrand II du Hommet[3].
- 1212-1252 : Guillaume III du Hommet († 1252), baron du Hommet, de Varenguebec, de Brix, de la Luthumière, fils de Richard II du Hommet et de Gilette de La Haye, dame de La Haye et Varenguebec (fille de Richard de La Haye et Mathilde de Reviers de Vernon), époux en 1re noces de Laurence de Courcy, sans enfants, époux en 2e noces d'Eustaches de Montbray avec qui il aura deux filles et un fils, Jean Ier, qui suit[3].
- 1252-1253 : Jean Ier du Hommet († 1253), baron du Hommet, de La Haye, de Rémilly, de Marigny, de Varenguebec, fils de Guillaume III du Hommet et d'Eustache de Montbray, époux de Luce de Mortemer avec qui il aura une fille Luce qui épousa Richard aux Épaules[3].
- 1253-1272 : Jourdain III du Hommet, (c. 1194-1271), seigneur de Beaumont-le-Richard, puis du Hommet, La Haye-du-Puits, Varenguebec et la Luthumière, oncle du précédent, fils de Richard II du Hommet et de Gilette de La Haye, époux de dame Anne avec qui il aura un fils et trois filles, Jean, Nicole, Jeanne et Julienne du Hommet[3].
- 1272 : Robert de Mortemer, seigneur du Bec-de-Mortemer, gendre du précédent, seigneur de Varenguebec, La Haye-du-Puits et La Luthumière par sa femme née Julienne du Hommet († av. 1278).
- 1277 : Guillaume de Mortemer, seigneur de Varenguebec, du Bec-de-Mortemer et de la Luthumière, fils du précédent.
- …-1283 : Guillaume Crespin, seigneur de Dangu, gendre du précédent, et seigneur de Varenguebec, du Bec-de-Mortemer (ou Le Bec-Vauquelin ; devenu Le Bec-Crespin) par sa femme née Jeanne de Mortemer († 1313)[4].
- 1283-… : Guillaume Crespin ou du Bec-Crespin, seigneur de Dangu, du Bec-Crespin, de Varenguebec et de La Luthumière, fils du précédent.

### Maison de Melun
- …-1382 : Jean II de Melun (c. 1325-1382), vicomte de Melun, comte de Tancarville, chambellan de Normandie, seigneur de Dangu et de Varanguebec par sa femme Jeanne Crespin († 1374).
- 1382-1385 : Jean III de Melun († 1385), vicomte de Melun, comte de Tancarville, chambellan de Normandie, seigneur de Dangu, fils aîné du précédent, sans postérité.
- 1385-1415 : Guillaume IV de Melun († 1415 à Azincourt), vicomte de Melun, comte de Tancarville, chambellan de Normandie, seigneur de Dangu et de Varenguebec, après son frère Jean III.

### Maison d'Harcourt

Armoiries de Guillaume d'Harcourt (1487), comte de Tancarville.

- 1417-1423 : Jacques II d'Harcourt († 1423), seigneur de Montgommery, de Noyelles-sur-Mer et de Wailly, capitaine de Rue et du Crotoy, Comte de Tancarville, seigneur de Varenguebec, connétable et chambellan de Normandie par sa femme Marguerite de Melun († 1440), comtesse de Tancarville, fille du précédent.
- 1423-1487 : Guillaume d'Harcourt († 1487), comte de Tancarville, baron de Varenguebec, vicomte de Melun, baron de Montgommery, seigneur du Bec-Crespin, de Dangu et de Blangy-en-Auge, connétable et chambellan de Normandie.

### Maison d'Orléans-Longueville
- 1488-1491 : François Ier d'Orléans-Longueville (1447-1491), comte de Dunois, de Longueville, de Tancarville, et de Montgomery, baron de Varenguebec, vicomte de Melun, Grand-chambellan de France, gouverneur de Normandie et du Dauphiné, connétable et chambellan de Normandie, à cause de sa mère Marie d'Harcourt († 1464), dame de Parthenay, sœur du précédent.
- 1491-1512 : François II d'Orléans-Longueville (1470-1512), comte de Longueville, de Dunois, de Tancarville et de Montgommery, prince de Châtelaillon, vicomte de Melun, baron de Parthenay, grand chambellan de France, connétable héréditaire de Normandie. Louis XII l'éleva en 1505 au rang de duc de Longueville. Fils aîné du précédent.
- 1512-1516 : Louis Ier d'Orléans-Longueville (1480-1516), marquis de Rothelin, puis duc de Longueville, comte de Dunois, de Tancarville et de Montgommery, prince de Châtelaillon, vicomte de Melun, seigneur de Parthenay, grand chambellan de France, seigneur de Varenguebec, chambellan et connétable héréditaire de Normandie, Grand chambellan de France, frère du précédent.
- 1516-1524 : Claude d'Orléans-Longueville (1508-1524), duc de Longueville, comte de Montgommery, de Tancarville, vicomte d'Abbeville, chambellan et connétable héréditaire de Normandie. Fils du précédent.
- 1524-1537 : Louis II d'Orléans-Longueville (1510-1537), duc de Longueville, comte de Montgommery, de Tancarville, vicomte d'Abbeville, chambellan et connétable héréditaire de Normandie. Frère du précédent.
- 1537-1551 : François III d'Orléans-Longueville (1535-1551), duc de Longueville, comte de Montgommery, de Tancarville, vicomte d'Abberville, comte de Neufchâtel, chambellan et connétable héréditaire de Normandie. fils du précédent.
- 1551-1573 : Léonor d'Orléans (1540-1573), duc de Longueville, prince de Châtellaillon, marquis de Rothelin, comte de Montgommery et de Tancarville, vicomte d'Abberville, de Melun, comte de Neufchâtel et de Valangin, chambellan et connétable héréditaire de Normandie.
- 1573-1595 : Henri Ier d'Orléans (1568-1595), duc de Longueville, prince de Châtelaillon, comte de Neufchâtel et de Valangin, chambellan et connétable héréditaire de Normandie. Fils du précédent.
- 1595-1663 : Henri II d'Orléans (1595–1663), duc de Longueville, d'Estouteville et de Coulommiers, prince et souverain de Neuchâtel et de Valangin, prince de Châtelaillon, comte de Dunois, gouverneur de Picardie puis de Normandie. Fils du précédent, chambellan et connétable héréditaire de Normandie.
- 1663-1669 : Jean Louis Charles d'Orléans-Longueville (1646-1694), duc de Longueville, prince de Châtelaillon, de Neufchâtel et de Valangin, duc d'Estouteville, comte de Saint-Pol et de Tancarville, chambellan et connétable héréditaire de Normandie. Fils du précédent. Entré dans les ordres (l'abbé d'Orléans), ses terres et titres vont à son frère cadet.
- 1669-1672 : Charles-Paris d'Orléans-Longueville (1649-1672), duc de Longueville, prince de Châtelaillon, de Neufchâtel et de Valangin, duc d'Estouteville, comte de Saint-Pol et de Tancarville, chambellan et connétable héréditaire de Normandie. Frère du précédent.
- On trouvera à l'article comté de Tancarville le lien généalogique avec les Montmorency-Piney-Luxembourg qui suivent, par les Goyon-Matignon-Torigni et les  Colbert de Seignelay.

### Maison de Montmorency
- …-1726 : Charles Ier Frédéric de Montmorency-Luxembourg (1662-1726), 6e duc de Piney-Luxembourg, prince d'Aigremont et de Tingry, marquis de Bellenave, baron de Mello, comte de Bouteville, de Dangu, de Luxe.
- 1726-1764 : Charles II Frédéric de Montmorency-Luxembourg (1702-1764), 8e duc de Piney-Luxembourg, 2e duc de Montmorency, prince d'Aigremont et de Tingry, comte de Bouteville, de Lassé, de Dangu et de Lux, comte de Tancarville, connétable et chambellan de Normandie, gouverneur de Normandie.
- 1764-1799 : Anne Léon II de Montmorency-Fosseux (1731-1799), 3e duc de Montmorency, premier baron de France et premier baron chrétien, comte de Tancarville, Creuilly, marquis de Seignelay, de Blainville, de Lourey, connétable et chambellan de Normandie à cause de sa femme Charlotte Anne Françoise de Montmorency-Luxembourg, petite-fille et héritière du précédent. (cf. Archives nationales (Paris), T 144).

## Survivance

### Maison de Montmorency
- 1799-1846 : Anne Louis Charles François de Montmorency-Tancarville (1769-1846), « prince de Montmorency-Tancarville », grand d'Espagne, 4e duc de Montmorency, député de la Seine-Inférieure (1815-1827), fils du précédent.

### Maison de Talleyrand-Périgord
- 1846-1898 : Napoléon Louis de Talleyrand-Périgord (1859-1937), 5e duc de Talleyrand, 5e duc de Dino, prince et 4e duc de Sagan.
- 1811-1898 : 3e duc de Talleyrand, par sa femme Anne Louise Alix de Montmorency (1810-1858), fille du précédent.
- 1898-1910 : Boson de Talleyrand-Périgord (1832-1910), duc de Sagan, 4e duc de Talleyrand, fils du précédent.
- 1910-1937 : Marie Pierre Camille Louis Hély de Talleyrand-Périgord (1859-1937), duc de Sagan, 5e duc de Talleyrand, fils du précédent.

### Famille de Pourtalès
- 1937-1996 : James de Pourtalès (1911-1996), par sa femme Violette de Talleyrand-Perigord (1915-2003), duchesse de Sagan, dernière de son nom, fille du précédent.
- 1996- : Hélie Alfred Gérard de Pourtalès de Talleyrand (° 1938), duc de Sagan, fils du précédent.

Incertain :
- Jean d'Annebault, chevalier, seigneur d'Annebault, Brétot et Appreville[5].